# 共助
為2017年上映的韓國動作片，由《我的小小英雄》的金成勛導演與《正義辯護人》的編劇尹賢浩聯手打造，玄彬、柳海真、金柱赫主演。劇情講述為了追查隱匿在韓國的脫北犯罪組織，南北雙方的刑警秘密合作，進行共助搜查的故事。

## 劇情介紹
特種精銳部隊出身的朝鮮刑警任鐵零（玄彬飾）在調查偽造紙幣的犯罪組織的過程中，失去了妻子和戰友。他在繼續調查造紙銅版的下落時，發現地下組織的頭目車奇成在韓國某地藏身。無奈之下，朝鮮方面首次向韓國政府提出“共助搜查”的邀請，而身為負責人的鐵零自然被派遣至首爾執行公務。另一方面，懷疑朝鮮居心的韓國政府則計劃搶先抓住車奇成。這件事交給了正值處分中的“混飯碗型”刑警姜鎮泰（柳海真飾）。姜鎮泰假裝協助鐵零調查，實則貼身監視鐵零。一個是要完成任務的朝鮮刑警任鐵零，一個是要阻撓朝鮮刑警完成任務的韓國刑警姜鎮泰。只有三天時間，一場不可能完成的任務開始上演。

## 演員陣容

### 主要人物
| 演員   | 角色   | 介紹 |
| 玄彬   | 任鐵零 | 特種精銳部隊出身的朝鮮刑警，身手敏捷，行動力和判斷力過人，雖然沉默寡言但擁有執著的信念。鐵零在調查偽造紙幣的犯罪組織的過程中失去了妻子和戰友。他發現地下組織的頭目車奇成在韓國某地藏身，為了追捕犯罪分子，朝鮮方面首次向韓國政府提出“共助搜查”的邀請，而身為負責人的鐵零自然被派遣至首爾執行公務。 |
| 柳海真 | 姜鎮泰 | 正值處分中的“混飯碗型”韓國刑警，像鄰家大叔一樣親切卻又裝模作樣。朝鮮方面向韓國政府提出“共助搜查”後，懷疑朝鮮居心的韓國政府計劃搶先抓住罪犯，便將這件事交給了姜鎮泰。姜鎮泰假裝協助鐵零調查，實則貼身監視鐵零並藉機阻撓他完成任務。                                                                 |
| 金柱赫 | 車奇成 | 偽造紙幣的犯罪組織頭目。車奇成擁有超凡的魅力和冷靜的頭腦，卻是個冷血無情的危險人物，為了個人利益不擇手段，將不擁護自己的勢力逐一消滅，甚至包括曾與自己同甘共苦的兄弟。潛藏於韓國的車奇成遭到南北刑警共同追捕，與他們展開了驚心動魄的追擊戰。                                                       |

### 其他人物
| 演員   | 角色   | 介紹 |
| 張榮男 | 朴素妍   | 姜鎮泰的妻子。 |
| 李東輝 | 朴明浩 | 車奇成的手下，職業為走私中間商。 |
| 林潤娥 | 朴敏英 | 姜鎮泰的小姨子，依靠姐姐和姐夫生活的無業遊民。沒錢、沒工作、沒男友的敏英是個樂觀且自信心爆棚的女生。她被朝鮮刑警鐵零奪去芳心之後，便不再以素顏示人，她脫掉了運動服，打扮得花枝招展，試圖吸引鐵零的視線，但卻屢屢失敗。 |
| 孔政煥 | 盛剛   | 車奇成的手下。 |
| 李海英 | 表班長 | 與姜鎮泰合作15年的刑警班長。 |
| 朴敏荷 | 姜娟雅 | 姜鎮泰的女兒，9歲。 |
| 全國煥 | 元亨術 | |
| 嚴孝燮 | 伊大業 | DS企業的會長，也是黑道組織三合會首爾分部長。 |
| 李伊庚 | 李東勳 | 首爾地方警察廳廣域搜查隊刑事3組刑警。 |
| 申鉉彬 | 花零   | 任鐵零在北韓的妻子。 |
| 朴真宇 | 張七福 | 韓國組織暴力幫頭目。 |
| 朴亨洙 |        | 國情院幹部。 |
| 金宰澈 | 張室長 | |
| 申文成 | 掮客   | |
| 申東力 | 專家   | |
| 鄭載成 |        | 簡報幹部。 |
| 洪仁   |        | 小混混。 |
| 吴义植 | 李大八 | |
| 林勳烈 |        | 部隊隊員。 |
| 許勝   |        | 部隊隊員。 |
| 音文碩 |        | 部隊隊員。 |
| 成道賢 |        | 檢閱員。 |
| 李道均 |        | 檢閱員。 |
| 宋旭慶 |        | 歷史檢閱員。 |
| 金准韩 |        | 國情院要員。 |
| 南允浩 |        | 大樓前台男子。 |
| 嚴志滿 |        | 國科搜驗屍員。 |
| 朴成均 |        | 新聞主播。 |

## 製作
该片於2016年在3月10日正式開拍，拍攝耗時四個月，於2016年7月15日在首爾殺青，2017年1月18日上映。

## 票房
該片上映首周成績突破100萬名觀眾，位居票房榜亞軍 。該片自上映以來，僅5天觀影人數就突破100萬人次，上映第10天突破200萬，第12天破300萬人次，截至第13天則成功突破400萬人次。2017年春節連休3天的時間，觀影人數達193萬人 。該片上映第二、第三周連續奪得韓國周末票房冠軍，成為了2017年韓國首部觀影人數超過600萬名的影片。上映第25天，觀影人數突破700萬人次。最終觀影人次為781萬7446人次。 成為韓國本土最高票房第32位。2017年在第21届加拿大奇幻国际电影节上获得“最佳动作影片奖”。

## 獎項
| 年份 | 頒獎禮                       | 獎項                  | 入圍者   | 結果 |
| ---- | ---------------------------- | --------------------- | -------- | ---- |
| 2017 | 第21屆加拿大奇幻國際電影節   | 最佳動作影片獎        | 《共助》 | 獲獎 |
| 2017 | 第53屆百想藝術大賞－電影部門 | 女子新人演技賞        | 潤娥     | 提名 |
| 2017 | 第53屆百想藝術大賞－電影部門 | 男子人氣獎            | 玄彬     | 提名 |
| 2017 | 第53屆百想藝術大賞－電影部門 | 女子人氣賞            | 潤娥     | 獲獎 |
| 2017 | 韓國電影璀璨明星獎－電影部門 | 女子新人獎            | 潤娥     | 獲獎 |
| 2017 | 第54屆大鐘獎                 | 最佳新人女演員        | 潤娥     | 提名 |
| 2017 | 第1屆The Seoul Awards        | 電影部門 最佳男配角獎 | 金柱赫   | 獲獎 |
| 2017 | 第1屆The Seoul Awards        | 電影部門 女子新人獎   | 潤娥     | 提名 |
| 2017 | 第1屆The Seoul Awards        | 電影部門 女子人氣賞   | 潤娥     | 獲獎 |
| 2017 | 第38屆青龍電影獎             | 最佳女子新人獎        | 潤娥     | 提名 |
| 2017 | 第38屆青龍電影獎             | 剪輯獎                | 李鎮     | 提名 |

## 外部連結
- NAVER上《共助》的資料
- Daum上《共助》的資料

- 韩国电影数据库（KMDb）上《共助》的資料
- 互联网电影数据库（IMDb）上《秘密任務》的资料（英文）
- 豆瓣电影上《共助》的資料 （简体中文）
- Yahoo奇摩電影上《共助》的資料（繁體中文）
- 開眼電影網上《共助》的資料（繁體中文）
- Box Office Mojo上《共助》的資料（英文）
- 爛番茄上《共助》的資料（英文）
- 《共助》在KoBiz的資料 （页面存档备份，存于） （英文）
- 《共助》在Movist的資料 （页面存档备份，存于）

| 新加坡 新传媒8频道 周六影院 晚上10点30分 首播 |
| --------------------------------------------- |
| 共助 2020年05月16日                           |